# أسطال
قرية أسطال هي إحدى القرى التابعة لمركز سمالوط بمحافظة المنيا في جمهورية مصر العربية. حسب إحصاءات سنة 2006، بلغ إجمالي السكان في أسطال 6304 نسمة، منهم 3232 رجلا و 3072 امرأة، ومن أعلامها المشير عبد الحكيم عامر أحد الضباط الأحرار.